# Mathias Donix

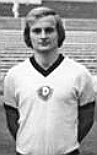
Mathias Donix (1976)

Mathias Donix (* 10. September 1954 in Dresden) ist ein ehemaliger deutscher Fußballspieler. In der höchsten Spielklasse des DDR-Fußballs, der Oberliga, spielte er für die SG Dynamo Dresden. Donix wurde in der Junioren- und Nachwuchsauswahl des DDR-Fußballverbandes eingesetzt.

## Sportliche Laufbahn

### Gemeinschaftsstationen
Donix’ Fußballlaufbahn begann verheißungsvoll. In seinem vorletzten Jahr in der Nachwuchsabteilung der SG Dynamo Dresden, der er seit 1965 angehörte, gewann er mit dem Juniorenoberligateam in der Saison 1971/72 die DDR-Meisterschaft.
Kurz war die Karriere von Donix in der DDR-Oberliga. Seinen Einstand in der Eliteliga des DDR-Fußballs gab der knapp 19-Jährige am 1. September 1973 im Rahmen des 4. Spieltags der Saison 1973/74 in der Partie FC Karl-Marx-Stadt gegen Dynamo Dresden (4:4), als er in der 78. Minute eingewechselt wurde. Es blieb in dieser Spielzeit bei dem einen Kurzeinsatz. Sonst spielte er mit der 2. Mannschaft der SGD in der zweitklassigen DDR-Liga. Ebenso erfolglos verlief die Saison 1974/75, in der der damalige Behördenangestellte für Dynamo Dresden nur drei Kurzeinsätze am Saisonende absolvierte. 1975/76 spielte Donix ausschließlich in der Reserveelf der Dynamos, in der er mit 13 Treffern Torschützenkönig wurde. Auch seine Zeit beim DDR-Ligisten Stahl Riesa war von wenig Spielzeit geprägt. Als sich die Stahlmannschaft 1977/78 den Aufstieg in die Oberliga erkämpfte, war Donix nur bei neun der 30 in Meisterschaft und Aufstiegsrunde ausgetragenen Begegnungen eingesetzt worden.
In der Saison 1978/79 gehörte Donix zum Aufgebot der zweitklassigen DDR-Ligamannschaft FSV Lokomotive Dresden. Dort gelang es ihm, erfolgreich Fuß zu fassen. Mit der FSV spielte er als Mittelfeldakteur bis zum Abstieg 1984 in der DDR-Liga und beendete danach seine leistungssportliche Laufbahn.

### Auswahleinsätze
Ab 1971 gehörte der Dynamo-Spieler zum Kader der DDR-Juniorennationalmannschaft. Am 22. August 1971 bestritt er bei einem Juniorenturnier in Rumänien sein erstes Juniorenländerspiel. Beim 0:2 gegen die Türkei wurde er als zentraler Mittelfeldspieler eingesetzt. Am 10. Juni 1973 stand er mit der DDR-U-18 im Endspiel des UEFA-Juniorenturniers, der inoffiziellen Europameisterschaft in dieser Altersklasse. Die DDR verlor gegen England mit Donix auf der linken Mittelfeldseite mit 2:3. Bis 1973 absolvierte Donix insgesamt 21 U-18-Länderspiele.
Anschließend wurde Donix in den Kader der Nachwuchsnationalmannschaft übernommen. Für diese Auswahl des DFV bestritt er bis 1976 sieben Partien.

## Weiterer Werdegang
Im November 1985 nahm er eine Tätigkeit im Sportbereich der Technischen Universität Dresden auf, in der er später bis zum Direktor des Universitätssportzentrums aufstieg. Am 1. April 2021 ging Mathias Donix, der Direktor des Dresdner Hochschulsportzentrums nach über 35-jähriger Tätigkeit im Hochschulsport und einer vorherigen 20-jährigen Sportler-, Fußballer Karriere in den wohlverdienten Ruhestand.